# Eutanyacra declinatoria
Eutanyacra declinatoria là một loài tò vò trong họ Ichneumonidae.